# Tour Soukharev
La tour Soukharev (Soukhareva bachnia) était une tour de Moscou située à l'angle de l'Anneau des jardins et de la rue Sretenka. Elle fut construite en 1695 et démolie en 1934.

## Histoire
la tour a été construite sur ordre de Pierre le Grand entre 1692 et 1695 à la place de l'ancienne porte de bois de la Sretenka, par l'architecte Tchoglokov. Son nom provient de Lavrenty (Laurent) Soukharev qui commandait le régiment des streltsy à la porte de la Sretenka et qui protégea Pierre le Grand fuyant sa sœur Sophie Alexeïevna . Plus tard, on y installa en 1701 l'École de navigation des Cadets, ancêtre du corps des cadets de la Marine. Il y avait aussi les bureaux du collège de l'Amirauté (équivalent à ministère de la Marine).
La tour a été restaurée dans les années 1870. En 1926, on y installa un musée communal consacré à l'histoire de Moscou et aux arts populaires. En dépit des protestations des architectes et des historiens de l'époque, Staline décida sa démolition pour aménager la place en 1934. Un projet de reconstruction en 1982 ne vit jamais le jour pour raison budgétaire malgré une mobilisation populaire et aussi d'intellectuels.